# Parafia św. Jana Chrzciciela w Pilźnie
Parafia pw. św. Jana Chrzciciela w Pilźnie – parafia rzymskokatolicka znajdująca się w diecezji tarnowskiej w dekanacie Pilzno.